# Sabina Tamaral Márquez
Sabina Tamaral Márquez (Hinojosa del Duque, 1943 - Córdoba, 2003) fue una escritora y poetisa española

## Biografía
Residió en Francia durante gran parte de su vida, y allí estudió Ciencias Económicas y publicó varios libros de poemas.
A su regreso a España, dirigió durante varios años la revista Hinojosa eres tú. Su último libro El abrazo, fue presentado en la Asociación Aires de Córdoba, Entidad de la cual fue integrante y entusiasta desde su creación y en la que participó activamente desde el año 1996. 